# Mario Díaz Pérez
Mario Díaz Pérez (* 12. März 1960 in Teocaltiche, Jalisco) ist ein ehemaliger mexikanischer Fußballspieler, der vorwiegend im Mittelfeld agierte.

## Laufbahn
Díaz begann seine Profikarriere 1980 beim CD Cruz Azul und wechselte vier Jahre später zu Monarcas Morelia, bei denen er seine aktive Laufbahn in der Saison 1991/92 ausklingen ließ. Er gilt als einer der besten Mittelfeldspieler in der Geschichte der Monarcas und betreut heute als Trainer dessen zweite Mannschaft.